# Phanias neomexicanus
Phanias neomexicanus är en spindelart som först beskrevs av Banks 1901.  Phanias neomexicanus ingår i släktet Phanias och familjen hoppspindlar. Inga underarter finns listade i Catalogue of Life.